# Скрыплевы
Скрыплевы — дворянский род.
Фамилии Скрыплевых, многие в 1626 и других годах служили Российскому Престолу дворянские службы в разных чинах и верстаны поместным окладом. Определением Курского Дворянского Депутатского Собрания, род Скрыплевых внесён в родословную книгу, в VI-ю часть, древнего дворянства.

## Описание гербов

#### Герб Скрыплёвых 1785 г.
В Гербовнике Анисима Титовича Князева 1785 года имеется изображение печати с гербом секунд-майора, депутата дворянства Белевского уезда Белгородской губернии в Комиссию о сочинении нового уложения Ивана Афанасьевича Скрыплёва: в щите имеющим красное поле и кайму по краю щита, изображен золотой полумесяц, рогами вниз обращенный, от которого идет к верху золотая стрела. Щит увенчан коронованным дворянским шлемом с клейнодом на шее в виде креста. Нашлемник — две поднятые кверху руки. Цветовая гамма намёта не определена. Вокруг щита фигурная виньетка в виде лиан и цветов.

#### Герб. Часть VIII. № 59.
В щите, имеющем красное поле, видна половина золотого кольца и на оном поставлена стрела остроконечием вверх.
Щит увенчан дворянскими шлемом и короной. Нашлемник: две девичьи руки, поднятые вверх. Намёт на щите красный, подложенный золотом.

## Известные представители
- Скрыплевы: Илья и Яков Андреевичи, Василий Моисеевич — стряпчие (1683—1692).
- Скрыплев Степан — воевода в Кузнецке (1689—1691)[3].
- Скрыплевы: Пётр и Степан Моисеевичи — московские дворяне (1692)[4].